# Dasszaréták
A dasszaréták (ógörög Δασσαρῆτιοι / Dasszarétioi vagy Δασσαρῆται / Dasszarétai; latin Dassaretii) egyike volt az ókori Illíria délkeleti részén élő illír törzseknek. Az eredetileg a khaónok közé tartozó dexarok által benépesített terület, Dasszarétia (ógörög Δασσαρήτια, latin Dassaretia) az Apszosz völgye és a Lünkésztiszi-tavak között, a Genuszosz völgyétől délre húzódott. A terület lakossága idővel elillíresedett, és az i. e. 4. században Bardülisz Illír Királyságának egyik hatalmi centruma volt. A Makedónia, Epirusz és Illíria közé ékelődő terület az egymással háborúságban álló népek hadseregeinek fontos felvonulási területe volt az i. e. 2. századi római hódításig. Fontosabb településeik Lükhnisz, Antipatreia és Pélion voltak.

## Szállásterületük és településeik

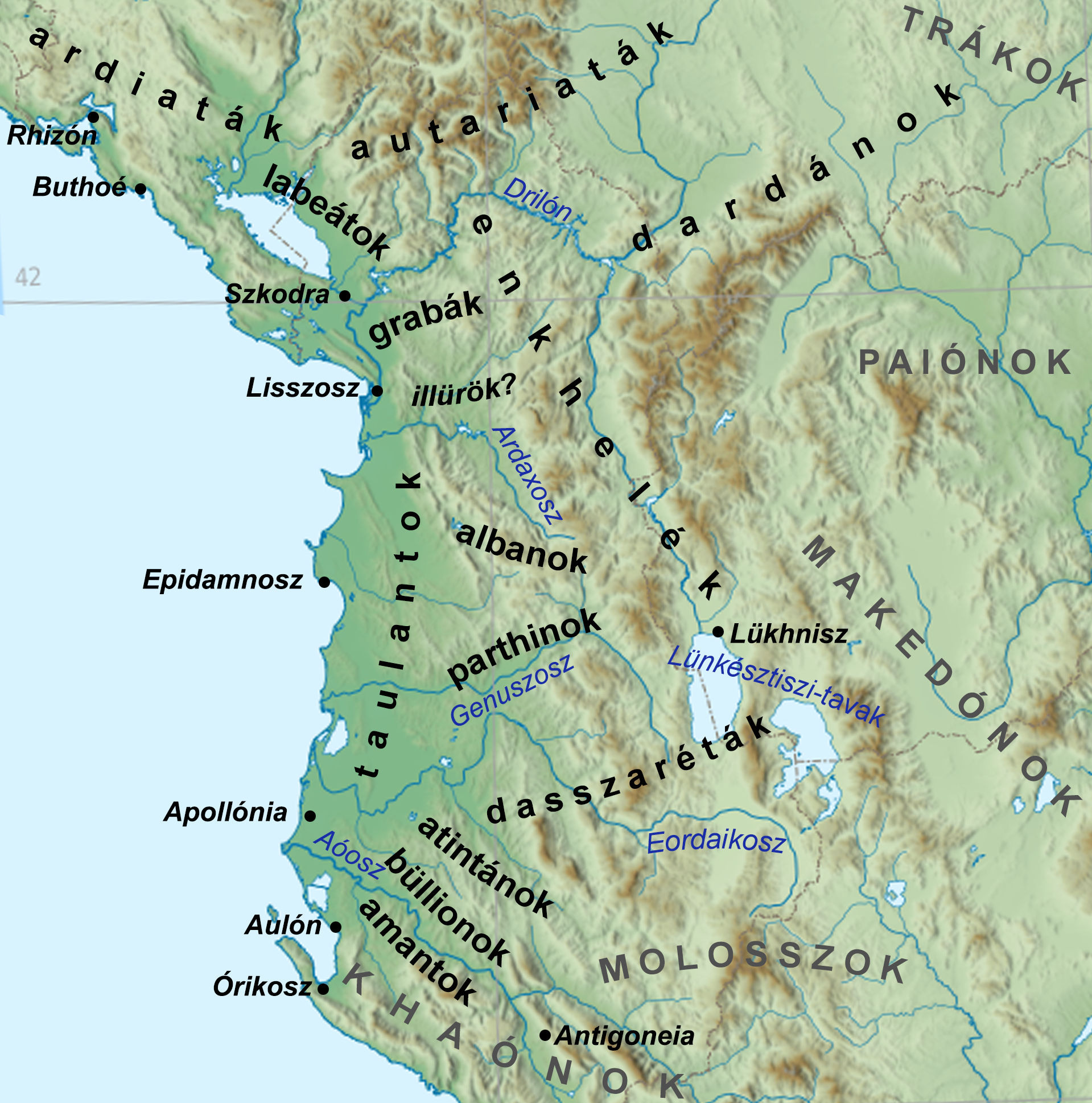
A jelentősebb délillír törzsek hozzávetőleges szállásterülete és szomszédaik az században

Milétoszi Hekataiosz az i. e. 6–5. század fordulóján írt földrajzi munkájában még a khaónok legészakibb, az enkheléktől délre élő törzseként említette a dexarokat (Δεξάροι / Dexaroi). Az általuk benépesített terület legkésőbb az i. e. 4. század elejére illír kézre került, és a lakosság valószínűleg elillíresedett. Az immár illír dasszarétákra történő legkorábbi utalás az i. e. 4–3. század fordulójára keltezhető. A későbbi évszázadokban már a legdélibb illír törzsként tartották őket számon (pl. Pomponius Mela). A dasszaréták szállásterülete, Dasszarétia az Apszosz (ma Osum) völgyétől kelet–északkeleti irányba húzódva, a Genuszosz (Shkumbin) völgyétől délre terült el egészen a Lünkésztiszi-tavakig (Ohridi- és Preszpa-tavak) és az Eordaikosz (Devoll) felső folyásáig. Az epiróták közé tartozó molosszok voltak déli, a makedón oreszták pedig – nagyjából a mai görög–albán államhatár vonalában – keleti szomszédaik. Északról és nyugatról illír törzsek szállásterületei, a Genuszosz völgyét övező Parthinia, az Apszosz és az Aóosz közén húzódó Atintánia határolta. Az eredetileg a dasszarétáktól északkeletre élő enkheléket az i. e. 3. századtól nem említik többé az ókori források, az i. e. 2. századtól már a peneszták törzse bukkan fel a Lünkésztiszi-tavak északi előterében. Sok más illír törzshöz hasonlóan a dasszarétáknak is volt egy északi csoportja, amely a déli területekről elvándorolva a Drilón völgyétől északra telepedett le. Sztrabón is említette az ardiaták és a dardánok között élő dasszarétákat, az Idősebb Plinius pedig szóhasználatában is megkülönböztette a dasszaréták déli (Dassaretii) és északi (Dassarenses) csoportjait. Ezzel magyarázható, hogy ugyancsak Plinius a dasszaréták közé sorolta az északon élő pirusztákat. Nem kizárt, hogy a piruszták is egy ilyen északra vándorolt dasszaréta csoport leszármazottai voltak, Titus Livius ugyanis a dasszaréták közé tartozónak említette őket (Dassaretiorum Pirustas).
Ekkortól lehetett a dasszaréták egyik legfőbb települése az enkhele alapítású Lükhnisz (ma Ohrid), a már az i. e. 4. századtól nekik tulajdonított Pélion (Selca e Poshtme?) és Antipatreia (Berat vagy Symiza) mellett. További, a korabeli forrásokban említett, de a mai napig jobbára beazonosítatlan helyszínű dasszarétiai települések voltak Koragosz (Hija e Korbit?), Khrüszondüón, Gertusz, Orgüsszosz, Kreónion, Bantia (Hollm?), a Lünkésztiszi-tavak környékén pedig Enkhelanai (Pogradec), Kerax, Szation és Boei.
A három rivális hatalom, Makedónia, Illíria és Epirusz közé ékelődő, jobbára hegyvidéki terület birtoklásának az ókor évszázadaiban nagy stratégiai jelentősége volt. A dasszarétiai folyóvölgyek és hágók feletti ellenőrzés egyfelől azért volt kulcsfontosságú, mert alkalmas felvonulási területként kínálkozott a szomszédos hatalomra törő hadseregeknek, másfelől birtoklása a hátország védelmét is biztosította.

## Történetük
A görög mitológiában az illírek ősatyjaként számon tartott Illüriosz három leányának egyike Dasszaró (Δασσαρώ), a dasszaréták ősanyja volt. A dasszaréta népnevet egyébként egyesek a modern albán nyelv ’ürü’ jelentésű dash szavával hozzák összefüggésbe.

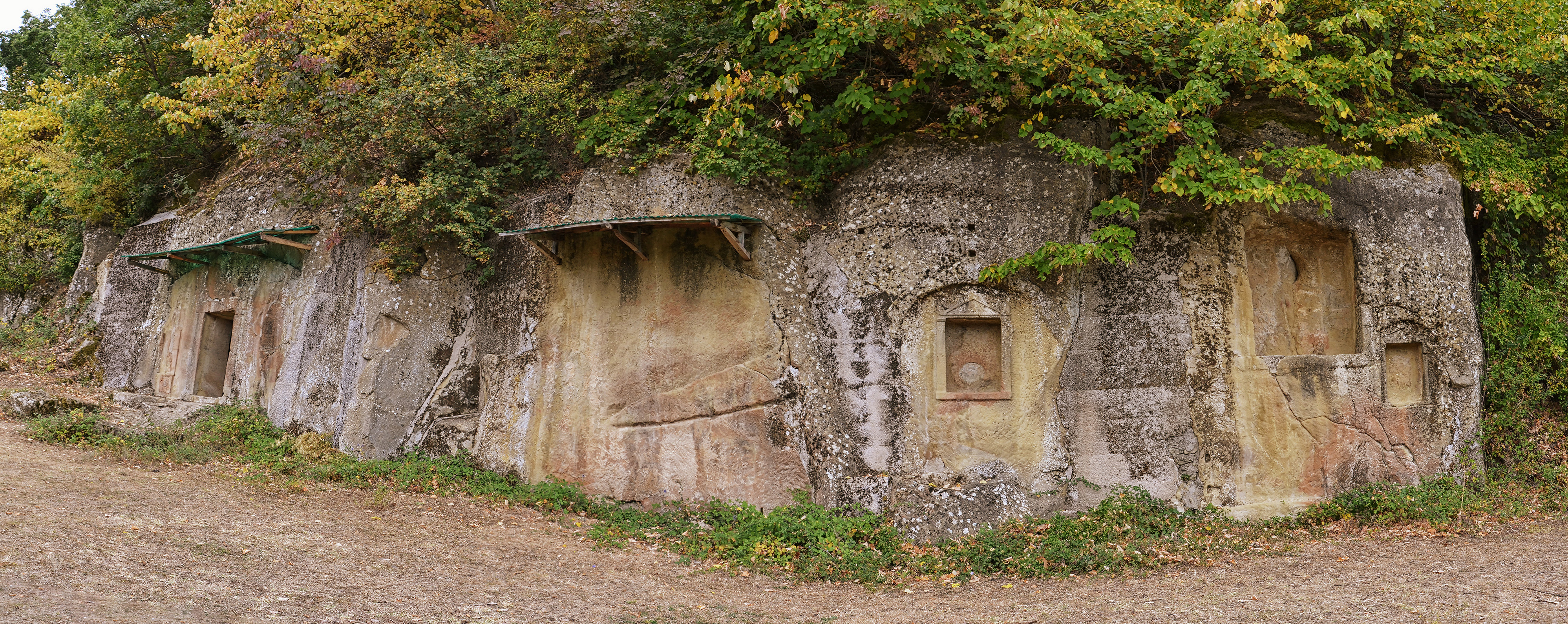
Az egykori Dasszarétia területén található századi Selca e Poshtme-i királysírok egyike

Dasszarétia első említése az i. e. 4. század közepéről ismert, amikor i. e. 345/343 körül egy Pleuratosz ellen vívott győztes csata után II. Philipposz makedón király kiterjesztette fennhatóságát az addig az illír királyok által ellenőrzött területre. A vidék ugyanis, bár nem nevesítették, már ezt megelőzően az első ismert illír király, az i. e. 4. század első felében uralkodó Bardülisz fennhatósága alatt állt, sőt, Enkhelé mellett hatalmi centruma volt. Éppen ebből kiindulva ismert olyan elmélet, amely a bizonytalan származású és törzsi hovatartozású Bardüliszt és utódait a dasszaréták királyainak tartja. Miután Bardülisz az i. e. 358-as Erigón-völgyi csatában elveszítette enkheléi területeit, ő és utódai valószínűleg Dasszarétiában uralkodtak tovább. A feltételezések szerint ennek a dasszaréta királyságnak lehetnek a régészeti emlékei az i. e. 4–3. századi Selca e Poshtme-i királysírok. Két évtizeddel később, i. e. 335-ben a makedón alávetettségben Dasszarétia felett uralkodó Kleitosz, Bardülisz fia fellázadt a makedónok ellen, de a pélioni csatában alulmaradt III. Alexandrosszal szemben, ezzel Dasszarétia tartósan makedón ellenőrzés alá került. A feltételezések szerint Kleitosz fia, II. Bardülisz az i. e. 320-as években visszaállította a Dasszarétia feletti uralmat, az i. e. 290-es évek második felében pedig maga is illír király lett.
Az i. e. 3. században az Illír Királyság hatalmi központja az Adriai-tenger partvidékére helyeződött át, és Dasszarétia jobbára makedón fennhatóság alatt állt. A század második felében a hódító Róma is megjelent a Balkán-félszigeten, és az i. e. 229–228-as első római–illír háború során egyebek mellett ideiglenesen elfoglalta Dasszarétiát is. Bár az illírek királya, Szkerdilaidasz i. e. 217 nyarán ismét az illír birodalomhoz csatolta a területet, V. Philipposz makedón király még a tél beállta előtt kiverte csapatait Dasszarétiából. A Rómával szövetséges illír király hadvezére, Eroposz i. e. 211-ben ismét elfoglalta Dasszarétiát és Lükhnisz városát, és Szkerdilaidasz fiával, a későbbi III. Pleuratosszal együtt i. e. 208-tól innen intézett támadásokat Makedónia ellen. Mindez azonban csupán időszakosnak bizonyult, i. e. 200-ra ismét Makedónia volt Dasszarétia ura. Az ezt követően kirobbant második római–makedón háború során a rómaiak hadvezére, Sulpicius Galba már a hadjárat legelején, i. e. 199-ben elfoglalta és római fennhatóság alá helyezte Dasszarétiát, Pélionban pedig egy helyőrséget helyezett el. A háborút i. e. 197-ben lezáró békekötés értelmében Dasszarétia déli része római ellenőrzés alatt maradt, de északi vidékei és Lükhnisz városa – a parthinok és a peneszták területeivel együtt – III. Pleuratosz, majd Genthiosz illír király fennhatósága alá kerültek. Az Illír Királyság végét jelentő i. e. 168-as harmadik római–illír háborúban a terület végleg római közigazgatás alá került.
Miután azonban a dasszaréták a háborúban Róma mellé álltak, szabadságukat megtarthatták, és csupán a rájuk rótt adó felét voltak kötelesek fizetni. Fenntarthatták görögös kultúrájukat és önkormányzatukat, ami annyit jelentett, hogy a dasszaréták a Római Birodalom kebelén belül is koinonba szerveződve élték tovább életüket (amelynek székhelye Lükhnisz, vagy római nevén Lychnidus volt), akárcsak a büllionok és a parthinok. Dasszaréta területekről még az i. sz. 2. századból, Hadrianus idejéből is maradtak fenn olyan feliratok, amelyek a görög nyelv általános használatáról vallanak. Kultúrájuk és kézművességük az i. e. 2. századtól sokat fejlődött, különösen fémművességük, egyebek mellett fegyverekkel és hadi felszereléssel látták el a római hadsereget. Titus Livius szerint a dasszaréták keleti vidékein, a mai Korçai-medence térségében bőven termő gabonaföldek terültek el.